# Gerra (Verzasca)
Pour les articles homonymes, voir Gerra.
Ne doit pas être confondu avec Cugnasco-Gerra ou Gerra (Gambarogno).
Gerra (Verzasca) est une ancienne commune et une localité de la commune de Verzasca du district de Locarno, dans canton du Tessin, en Suisse. La localité est située dans le val Verzasca.

## Histoire
Elle a fusionné le 1er janvier 2009 avec Cugnasco pour former la commune de Cugnasco-Gerra.
Le 18 octobre 2020, la section de Gerra devient, avec Brione, Corippo, Frasco, Lavertezzo Valle (localité de Lavertezzo), Sonogno et Vogorno une localité de la nouvelle commune de Verzasca. La localité de Gerra se sépare donc de la commune de Cugnasco-Gerra. Cette dernière restera une commune.